# Seznam evroposlancev iz Slovaške (2004–2009)
Seznam evroposlancev iz Slovaške' v mandatu 2004-2009.

## Seznam

### B
- Peter Baco (Neodvisni)
- Edit Bauer (Evropska ljudska stranka - Evropski demokrati)
- Irena Belohorská (Neodvisni)
- Monika Beňová (Stranka evropskih socialistov)

### D
- Árpád Duka-Zólyomi (Evropska ljudska stranka - Evropski demokrati)

### G
- Milan Gaľa (Evropska ljudska stranka - Evropski demokrati)

### H
- Ján Hudacký (Evropska ljudska stranka - Evropski demokrati)

### K
- Miloš Koterec (Stranka evropskih socialistov)
- Sergej Kozlík (Neodvisni)

### M
- Vladimír Maňka (Stranka evropskih socialistov)
- Miroslav Mikolášik (Evropska ljudska stranka - Evropski demokrati)

### P
- Zita Pleštinská (Evropska ljudska stranka - Evropski demokrati)

### S
- Peter Šťastný (Evropska ljudska stranka - Evropski demokrati)

### Z
- Anna Záborská (Evropska ljudska stranka - Evropski demokrati)